# L'Espion qui m'aidait
L'Espion qui m'aidait (France) ou Bons baisers de Springfield (Québec) (L'espion qui m'aidait) est le 20e épisode de la saison 23 de la série télévisée Les Simpson.

## Synopsis
Homer et Marge vont voir un film d'action qui met en vedette l'espion légendaire Stradivarius Cain. Les remarques humoristiques d'Homer ne sont pas appréciées de Marge. Le lendemain matin, à la centrale, Homer est blessé accidentellement par M. Burns, ce qui lui vaut huit semaines de congés payés. Voyant l'hostilité de sa famille, il décide de ne pas en parler et fait semblant de se rendre au travail tous les jours. Il est alors stupéfait de voir Stradivarius Cain lui apparaître comme un ami imaginaire, pour l'aider à reprendre confiance en lui. Marge apprend de Lenny qu'Homer était en congé, ce qui la rend furieuse, mais Homer désamorce complètement sa colère, sur les conseils de Cain, en lui disant la vérité. Homer aura cependant maille à partir avec un baron de la drogue qu'il a contrarié en courtisant sa femme.
Pendant ce temps, Bart se venge de Nelson en lui donnant un carnet de coupons gratuits pour manger au Krusty Burger. Nelson devient obèse, ce qui oblige Krusty à lui proposer son entraîneur sportif personnel.

## Réception
Lors de sa première diffusion l'épisode a rassemblé 4,75 millions de téléspectateurs.